# دانشگاه بین‌المللی کامپالا در تانزانیا
دانشگاه بین‌المللی کامپالا در تانزانیا (به لاتین: Kampala International University in Tanzania) یک دانشگاه در تانزانیا است که در دارالسلام (تانزانیا) واقع شده است.